# Марзуре (Порденоне)
Марзуре је насеље у Италији у округу Порденоне, региону Фурланија-Јулијска крајина.
Према процени из 2011. у насељу је живело 1282 становника. Насеље се налази на надморској висини од 218 м.